# Reichsstraße (Österreich)
Reichsstraße oder Ärarialstraße (auch Aerarial-Straße, ärarische Straße; von lat. Aerarium ‚öffentlicher Schatz‘, ‚Staatsschatz‘) war im kaiserlichen Österreich, amtlich seit 1867 in den im Reichsrat vertretenen Königreichen und Ländern, bis 1918 die Bezeichnung für eine vom Staat (k.k. Ministerium) unterhaltene Fernstraße. Weitere Bezeichnungen waren Kaiserstraßen, Chausseen, Königswege, Herrenwege oder Staatsstraßen. Erbaut und unterhalten wurden diese Straßen mit Hilfe eines teilweise selbst betriebenen, teilweise verpachteten Mautsystems, dessen Einnahmen in den „Wegefonds“ oder „Straßenbaufonds“ flossen. Zuletzt war 1908–1918 das k.k. Ministerium für öffentliche Arbeiten für die Reichsstraßen zuständig. Diese wurden großteils von den nachfolgenden Nationalstaaten übernommen, in Österreich wurden daraus 1921 die mit Unterbrechung bis 2002 existierenden Bundesstraßen, die nach der Übertragung der Verwaltung an die Bundesländer heute noch immer die Bezeichnung «B» führen.
Ihnen standen gegenüber die „nicht ärarischen Straßen“ (ein Begriff, der sich bis zum „Anschluss“ Österreichs 1938 hielt). Das waren von den einzelnen Kronländern/Bundesländern unterhaltene Landesstraßen, von den politischen Bezirken unterhaltene Bezirksstraßen und von Gemeinden errichtete Gemeindestraßen, die in einigen Kronländern (z. B. Böhmen, Steiermark, Galizien, Kärnten, Krain, Oberösterreich, Salzburg) bis zum Schluss innerhalb ihrer politischen Sprengel verwaltet wurden, während in anderen Kronländern (Niederösterreich, Mähren, Schlesien, Istrien, Görz-Gradiska) „Straßenkonkurrenzbezirke“ aus den Gemeinden der Bezirksgerichtssprengel gebildet wurden und die Geschäftsleitung einem „Bezirksstraßenausschusse“ oblag.

## Statistische Übersicht
| Kronland                              | 1830          | 1840          | 1850          | 1859          | 1870          | 1880          | 1890          | 1900 1901     | 1907          |
| Cisleithanien                         | Cisleithanien | Cisleithanien | Cisleithanien | Cisleithanien | Cisleithanien | Cisleithanien | Cisleithanien | Cisleithanien | Cisleithanien |
| ------------------------------------- | ------------- | ------------- | ------------- | ------------- | ------------- | ------------- | ------------- | ------------- | ------------- |
| (Wien)                                | -             | -             | (17)          | -             | -             | -             | -             | -             | -             |
| Niederösterreich                      | 916,5         | 958,5         | 992,9         | 988,8         | 695,6         | 681,068       | 681,068       | 681,083       | 681,222       |
| Oberösterreich                        | 906,7         | 946,9         | 679,8         | 706,0         | 704,2         | 704,796       | 705,876       | 774,654       | 775,336       |
| Salzburg                              | 906,7         | 946,9         | 356,4         | 365,6         | 364,0         | 363,983       | 364,053       | 359,308       | 363,803       |
| Steiermark                            | 709,6         | 771,3         | 796,3         | 842,3         | 782,6         | 780,503       | 780,503       | 819,502       | 819,502       |
| Kärnten                               | 888,0         | 897,5         | 498,8         | 498,5         | 515,0         | 515,055       | 591,765       | 596,284       | 599,261       |
| Krain                                 | 888,0         | 897,5         | 538,1         | 534,3         | 493,2         | 496,039       | 498,672       | 500,033       | 499,517       |
| Küstenland                            | 458,7         | 565,8         | 570,8         | 574,8         | 625,5         | 633,196       | 633,618       | 670,245       | 670,710       |
| Tirol und …                           | 1.276,3       | 1.277,3       | 1.294,6       | 1.335,7       | 1.345,9       | 1.269,978     | 1.556,087     | 1.642,400     | 1.682,455     |
| Vorarlberg                            | 1.276,3       | 1.277,3       | 1.294,6       | 1.335,7       | 1.345,9       | 133,692       | 1.556,087     | 1.642,400     | 1.682,455     |
| Böhmen                                | 2.888,4       | 3.419,5       | 3.848,8       | 4.202,2       | 4.295,7       | 4.292,992     | 4.293,547     | 4.294,428     | 4.294,428     |
| Mähren                                | 827,1         | 917,1         | 799,8         | 800,0         | 805,5         | 831,787       | 831,948       | 831,948       | 832,322       |
| Schlesien                             | 827,1         | 917,1         | 331,4         | 331,8         | 331,8         | 373,099       | 375,149       | 407,489       | 428,582       |
| Galizien                              | 2.761,6       | 2.849,1       | 2.947,0       | 2.991,1       | 2.882,6       | 2.888,851     | 2.886,570     | 2.887,761     | 2.866,654     |
| Bukowina                              | 2.761,6       | 2.849,1       | 2.947,0       | 409,0         | 408,9         | 428,221       | 429,690       | 429,694       | 429,694       |
| Dalmatien                             | 207,8         | 605,4         | 900,7         | 936,4         | 939,4         | 933,728       | 1.009,050     | 1.068,666     | 1.086,815     |
| Summe Cisleithanien                   | 11.840,7      | 13.208,4      | 14.555,4      | 15.516,5      | 15.189,9      | 15.327,0      | 15.637,6      | 15.963,5      | 16.030,3      |
| Lombardei                             | 2.814,3       | 2.826,2       | 2.859,1       | --            | --            | --            | --            | --            | --            |
| Venedig (1859: Lomb.-Ven. Königreich) | 1.263,2       | 1.374,8       | 1.425,5       | 1.607,2       | --            | --            | --            | --            | --            |
| Summe mit Lomb.-Ven.                  | 15.918,2      | 17.409,4      | 18.840,0      | 17.123,7      | 15.189,9      | 15.327,0      | 15.637,6      | 15.963,5      | 16.030,3      |
| Transleithanien                       |               |               |               |               |               |               |               |               |               |
| Ungarn                                | ?             | ?             | 3.902,4       | 3.758,5       | ?             | ?             | ?             | 8.004,2       | ?             |
| Serb. Woiwodschaft u. Temeser Banat   | --            | --            | --            | 417,0         | --            | --            | --            | --            | --            |
| Kroatien und Slavonien                | ?             | ?             | 546,0         | 431,9         | ?             | ?             | ?             | 1.169,7       | ?             |
| Siebenbürgen                          | 1.530,7       | 2.025,0       | 1.213,4       | 1.254,8       | --            | --            | --            | --            | --            |
| Militärgrenze                         | 2.268,2       | 2.296,6       | ?             | ?             | ?             | ?             | --            | --            | --            |
| Summe Transleithanien                 | 3.798,9       | 4.321,6       | 5.661,8       | 5.862,2       | -             | -             | -             | 9.173,9       | -             |
| Gesamtsumme                           | 19.717,1      | 21.731,0      | 24.501,8      | 22.712,6      | 15.190,0      | 15.327,0      | 15.637,6      | 25.137,4      | 16.050,3      |

1. 1 2 3 4  Wurde 1849 ein eigenes Kronland.
2. ↑  Auch als „(Triest), Görz, Gradisca, Istrien, etc.“ bezeichnet.
3. 1 2  Das Königreich Lombardo-Venetien ist 1815 entstanden, es wurden 1851 zwei eigenständige Kronländer. Nach Oktober 1859 musste die Lombardei an Frankreich abgetreten werden und kam 1861 zu Italien. Die gemeinsame Bezeichnung wurde bis 1866 beibehalten, als Venetien an Italien fiel.
4. ↑  Kronland 1849 entstanden aus Teilen Ungarns und der Militärgrenze. Nach Dezember 1860 aufgegangen in Ungarn und Kroatien-Slawonien.
5. ↑  1867 aus der Selbstständigkeit ein Land der Ungarischen Krone.
6. ↑  1849 Teile an Woiwodschaft Serbien und Temeser Banat. 1881 aufgeteilt auf Ungarn und Kroatien-Slavonien

## Niederösterreich und Wien
| Alter Name                                             | Länge Meilen | Länge km | neuer Name / Ort                                                                      |
| ------------------------------------------------------ | ------------ | -------- | ------------------------------------------------------------------------------------- |
| Weißgärber Hauptstraße                                 | 0,3          | 2,3      | seit 1857: Obere Weißgerberstraße                                                     |
| ein Teil der Taborstraße                               | 0,1          | 0,8      |                                                                                       |
| Augartenstraße                                         | 0,1          | 0,8      | seit 1862: Obere und Untere Augartenstraße                                            |
| Jägerzeile(nstraße)                                    | 0,1          | 0,8      | seit 1862: Praterstraße                                                               |
| Esplanadestraße                                        | 0,6          | 4,6      | entlang der Stadtmauern am Glacis, heute ungefähr zwischen Ringstraße und „2er-Linie“ |
| Wiedner Hauptstraße                                    | 0,2          | 1,5      |                                                                                       |
| Favoritenstraße                                        | 0,2          | 1,5      |                                                                                       |
| ein Teil der „Stubenthorstraße“ auch „Stubenthorgasse“ | 0,1          | 0,8      | Weiskirchnerstraße oder Beginn der Landstraßer Hauptstraße                            |
| Kärntnertorstraße                                      | 0,1          | 0,8      | Kärntner Straße                                                                       |
| ein Teil der Burgtor- und Schottentorstraße            | 0,1          | 0,8      | Josefstädter Straße und Verlängerung der Florianigasse zur ehem. Stadtmauer           |
| Donau Quai-Straße                                      | 0,2          | 1,5      | Franz-Josefs-Kai                                                                      |
| Mariahilfer Hauptstraße                                | 0,2          | 1,5      | Mariahilfer Straße                                                                    |
| Zusammen                                               | 2,3          | 17,4     |                                                                                       |

| Brücke                                                                 | Länge Klafter | Länge m | neuer Name     |
| ---------------------------------------------------------------------- | ------------- | ------- | -------------- |
| Wallgrabenbrücken bei den Linienämtern                                 | -             | -       | -              |
| Augartenbrücke                                                         | 42            | 80      | -              |
| Ferdinandsbrücke                                                       | 35            | 66      | Schwedenbrücke |
| Franzensbrücke                                                         | 42            | 80      | -              |
| Aspernbrücke (seit Erlass des Staatsministeriums vom 10. Februar 1866) | -             | -       | -              |

| Name | Länge 1861 | Länge 1861 | Brücken 1861 | Kanäle 1861 | Wand- und Stützmauern 1861 | Wand- und Stützmauern 1861 | Länge 1879 |
| Name | Meilen     | km         | Brücken 1861 | Kanäle 1861 | Klafter                    | m                          | km         |
| --- | ---------- | ---------- | ------------ | ----------- | -------------------------- | -------------------------- | ---------- |
| Prager Hauptstraße | 9,7        | 73,6       | 60           | 68          | 168                        | 319                        | 73,486     |
| Straßenbezirke 1879: Wien 1,150 km; Korneuburg 16,850 km; Stockerau 17,916 km; Ober-Hollabrunn 27,870 km; Haugsdorf 9,700 km von Wien bis an die mährische Grenze bei Znaim; mit Kaiserwasserbrücke, Donaubrücke bei Floridsdorf, 2 Inundationsbrücken in der Tabor-Au Strecke heute: bis Stockerau; dort auf die Prager Straße , in Sierndorf auf die 1105 bis Groß-Stelzendorf, weiter die 1138 bis Hollabrunn (oder von Stockerau bis hier die ), dann bis zur tschechischen Grenze nach Kleinhaugsdorf; in Tschechien |            |            |              |             |                            |                            |            |
| * Brünnerstraße | 8,8        | 66,8       | 38           | 49          | 109                        | 207                        | 66,602     |
| Straßenbezirke 1879: Korneuburg 7,240 km; Wolkersdorf 16,260 km; Matzen 4,500 km; Mistelbach 20,300 km; Feldsberg 18,302 km Abzweigung in Floridsdorf bis an die mährische Grenze bei Nikolsdorf Strecke heute: Richtung Mikulov (Nikolsburg) in Mähren |            |            |              |             |                            |                            |            |
| * Hornerstraße | 16,3       | 123,7      | 46           | 147         | 647                        | 1.227                      | 123,815    |
| Straßenbezirke 1879: Stockerau 16,896 km; Kirchberg am Wagram 5,595 km; Ravelsbach 16,740 km; Eggenburg 6,469 km; Horn 28,600 km; Allentsteig 16,350 km; Schrems 33,165 km Abzweigung bei Stockerau bis Schwarzbach an der böhmischen Grenze Strecke heute: und bis zur tschechischen Grenze bei Neu-Nagelberg; in Tschechien bis zur Gemeinde Suchdol nad Lužnicí, deren Ortsteil Tušť Schwarzenbach ist. |            |            |              |             |                            |                            |            |
| ** Waidhofnerstraße | 5,6        | 42,5       | 14           | 47          | 107                        | 203                        | 41,887     |
| Straßenbezirke 1879: Allentsteig 5,000 km; Waidhofen a. d. Thaya 18,200 km; Litschau 18,687 km Abzweigung von der Hornerstraße bei Göpfritz an der Wild bis Neu-Bistritz an der böhmischen Grenze Strecke heute: zur Staatsgrenze bei Grametten; in Tschechien 128 nach Nová Bystřice |            |            |              |             |                            |                            |            |
| Zwettlerstraße (Kremstalstraße) | 5,9        | 44,8       | 10           | 78          | 1.345                      | 2.551                      | (49,572)   |
| Straßenbezirke der Landesstraße (Nr. 3) 1879: Krems 9,601 km; Gföhl 25,852 km; Zwettl 14,118 km Von Krems bis Zwettl; wurde 1866 zur Landesstraße: Von Krems über Senftenberg, Meisling, Loiwein, Brunn, Marbach und Rastenberg nach Zwettl. L73 (Kremstalstraße, Rehberger Hauptstraße, Pellingen, Botental, Senftenbergamt, Meislingeramt, Untermeisling, Seeb, Lichtenau im Waldviertel, Niedergrünbach), vor Rastenberg kurz auf die , dann auf die L8245 (nach Rastenberg, Oberwaltenreith, Kleinschönau) und in Rudmans auf die (oder als neuere Variante gleich in Krems auf die Kremser Straße , die in Rastenfeld in die Böhmerwald Straße einmündet) |            |            |              |             |                            |                            |            |
| Klosterneuburger Straße | 1,2        | 9,1        | 4            | 48          | -                          | -                          | (9,228)    |
| Straßenbezirke der Landesstraße (Nr. 5) 1879: Hernals 1,542 km; Klosterneuburg 7,686 km Von der Nußdorferlinie in Wien bis zur Weidlingbachbrücke in Klosterneuburg; wurde 1869 dem Land Niederösterreich übergeben und eine Landesstraße: Von der Döblinger Hauptstraße bei der Nußdorfer Linie in Wien über Nußdorf und Kahlenbergerdorf, Bahnhof Klosterneuburg bis zum Wassertor in der unteren Stadt Klosterneuburg Kreuzung Nußdorfer Straße / Währinger Gürtel / Döblinger Hauptstraße die Heiligenstädter Straße über Nußdorf, danach kommt man auf die , über Kahlenbergerdörfel, in Klosterneuburg die Wiener Straße weiter, vorbei am Bahnhof Klosterneuburg-Weidling bis zum Bahnhof Klosterneuburg-Kierling, auf dessen Gelände auch das 1870 abgerissene Wassertor stand (es gibt auch eines beim Stift, das gehört aber zur Oberstadt und hieß damals Schlagbrücken). |            |            |              |             |                            |                            |            |
| Linzerstraße | 21,3       | 161,6      | 48           | 246         | 1.740                      | 3.300                      | 162,127    |
| Straßenbezirke 1879: Sechshaus 3,892 km; Hietzing 4,262 km; Purkersdorf 11,241 km; Tulln 11,277 km; Atzenbrugg 13,617 km; Herzogenburg 7,160 km; St. Pölten 26,121 km; Melk 22,702 km; Ypps 22,840 km; Amstetten 19,915 km; Haag 19,100 km Vom Sperrgitter der Mariahilferlinie bis an die oberösterreichische Grenze am rechten Ufer des Ennsflusses; große Brücke: 102 Klafter (193 m) lange Brücke über die Traisen bei St. Pölten Strecke heute: äußere Mariahilfer Straße, Abzweigung der Linzer Straße, Hauptstraße (Wien 14), ab Hadersdorf-Weidlingau die von Wien über St. Pölten und Amstetten nach Linz. |            |            |              |             |                            |                            |            |
| * Preßbaumerstraße (Purkersdorf-St. Pöltner Straße) | 1,9        | 14,4       | 8            | 45          | 56                         | 106                        | 14,025     |
| Straßenbezirke der Bezirksstraße (Nr. 150) 1879: Purkersdorf 14,025 km; (Neulengbach 18,033 km; St. Pölten 12,478 km) Von Purkersdorf bis an die Grenze zwischen B.U. [?] und O.W.W. [Kreis Ober Wiener Wald]; 1879 nur mehr eine weiter gehende Bezirksstraße: Von Purkersdorf über Neu-Wirtshaus, Preßbaum, Rekawinkel, (Rußhof, Neu-Lengbach, Böheimkirchen nach St. Pölten an die Wien-Linzer-Aerarialstraße) Strecke heute: von Purkersdorf bis Rekawinkel |            |            |              |             |                            |                            |            |
| * Erste Kremserstraße | 1,8        | 13,7       | 5            | 11          | -                          | -                          | (12,930)   |
| Straßenbezirk der Bezirksstraße (Nr. 183) 1879: Herzogenburg 12,930 km Von der Abzweigung in „Kapellen“ bis zur Einmündung in die zweite Kremserstraße im Weidlingertal. 80 Klafter (152 m) lange Traisenbrücke bei Herzogenburg Abzweigung der L110 (Kapelln an der Perschling, Etzersdorf, Herzogenburg, Inzersdorf ob der Traisen, Wetzmannsthal) bis zur Einmündung in die L100 zwischen Statzendorf und Hörfarth bei der Fladnitz |            |            |              |             |                            |                            |            |
| * Zweite Kremserstraße | 3,3        | 25,0       | 5            | 34          | 204                        | 387                        | (24,488)   |
| Straßenbezirke der Landesstraße (Nr. 15) 1879: St. Pölten 5,154 km; Herzogenburg 9,346 km; Mautern 9,998 km Von der Abzweigung in St. Pölten bis Mautern; mit einer 208 Klafter (294 m) langen Donaubrücke von Mautern nach Stein; 1879 eine Landesstraße: von der Wien-Linzer Ärarialstraße außerhalb St. Pölten nächst des Bahnhofes über Statzendorf und Furth nach Mautern bis zur Steiner Donaubrücke Strecke heute: L100 (St. Pölten, Ragelsdorf, Kleinhain, Statzendorf, Paudorf, Furth bei Göttweig) bis Brunnkirchen, ab dort die L114. (Parallel dazu gibt es heute die ) |            |            |              |             |                            |                            |            |
| Breitenfurterstraße | 3,4        | 25,8       | 15           | 29          | 46                         | 87                         | (25,096)   |
| Im Jahre 1879 Straßenbezirke der Landesstraße Nr. 8: Wien 0,240 km; Sechshaus 1,394 km und der Bezirksstraße Nr. 128: Sechshaus 0,298 km; Hietzing 6,216 km; Mödling 6,693 km; Mödling 9,225 km (von der Straßenadministration für die Umgebung Wiens verwaltet) und Bezirksstraße Nr. 128a: Hietzing 1,030 Beginnt an der Hundsturmer Linie, hat eine Abzweigung nach Schloß Erlaa und mündet außerhalb des Ortes Hochrotherd in die Kaltenleutgebenstraße; 1879 bis zur Philadelphiabrücke eine Landesstraße: „Von der Hundsthurmer Linie bei Wien längs der äußeren Fahrstraße des Gürtelraumes bis zur neu zu eröffnenden 12 Klaster = 22,75 Meter breiten Steinbauergasse, dann durch die Rudolfgasse bis zur Wilhelmstraße und durch letztere bis zur Uebersetzung der Südbahn nächst dem Gasthause zur Stadt Philadelphia in Unter-Meidling“ und von dort nur eine Bezirksstraße: Vom Eisenbahnviadukt nächst dem Gasthause „zur Stadt Philadelphia“ in Unter-Meidling [Wilhelmstraße 53, Ecke Eichenstraße ] über Altmannsdorf, Atzgersdorf, Liesing, Rodaun und Kaltenleutgeben bis zur Grenze der Bezirke Mödling und Purkersdorf bei Hochrotherd; und der Abzweig zum Schloß: Von außerhalb Altmannsdorf nach Schloß Erlaa zur Atzgersdorf-Neu-Erlaaer Straße Strecke heute: Margaretenstraße / Margaretengürtel, nicht mehr existierende Straße quer über Siebertgasse / Steinbauergasse, Wuerung Schallergasse, Hertergasse / Wolfganggasse, Hertergasse / Fockygasse, Lichtknechthof, Böckhgasse / Längenfeldgasse, bis zur Ecke Flurschützstraße / Aßmayergasse, Wilhelmstraße, diese bis zur Philadelphiabrücke, bis Erlaaer Straße / Brunner Straße, dort die über den Liesinger Platz bis zur Willergasse, dort als bis Klein-Lido in Breitenfurt-Ost, dort gerade weiter die L2102 (Hauptstraße in Breitenfurt) bis Breitenfurt, abbiegen in die L128 (Heiligenkreuzer Straße) bis Hochrotherd. Die Abzweigung zum Erlaaer Schloss geht von der Breitenfurter Straße über die Gregorygasse zur Erlaaer Straße |            |            |              |             |                            |                            |            |
| * Kaltenleutgebenstraße | 2,5        | 19,0       | 17           | 17          | 76                         | 144                        | ?          |
| Straßenbezirke der Bezirksstraße (Nr.?) 1879: ? Zweigt in Rodaun ab, führt mit einem Zweig in die Sulz und der andere endet in Übelau Strecke heute: ein kurzes Stück (= Willergasse, Ketzergasse, Hochstraße), dann in die L127 (Kaltenleutgeber) Straße einbiegen, in Stangau die L128 kurz nach Süden bis Sulz im Wienerwald oder nach Norden über Hochrotherd bis? |            |            |              |             |                            |                            |            |
| Triesterstraße | 11,8       | 89,5       | 71           | 208         | 1.472                      | 2.792                      | 89,028     |
| Straßenbezirke 1879: Wien 1,33 km; Hietzing 5,132 km; Mödling 9,971 km; Baden 15,304 km; Wiener Neustadt 18,530 km; Neunkirchen 13,522 km; Gloggnitz 25,236 km Von der Matzleinsdorfer Linie bis an die Steiermärkische Grenze am Semmering Strecke heute: heute vom Matzleinsdorfer Platz Richtung Semmering |            |            |              |             |                            |                            |            |
| * Mödlingerstraße | 3,9        | 29,6       | 6            | 73          | 1.179                      | 2.235                      |            |
| Straßenbezirke 1879: ? Abgehend in Neudorf [= Wiener Neudorf] bis unweit Altenmarkt, wo sie in die Hirtenbergerstraße mündet. |            |            |              |             |                            |                            |            |
| * Badnerstraße | 2,8        | 21,2       | 2            | 11          | -                          | -                          |            |
| Straßenbezirke 1879: ? Abgehend in Traiskirchen |            |            |              |             |                            |                            |            |
| * Hirtenbergerstraße | 7,5        | 56,9       | 55           | 696         | 1.094                      | 2.075                      |            |
| Straßenbezirke 1879: ? Bei Günselsdorf abgehend bis zur Einmündung in die Mariazellerstraße bei Traisenort Strecke heute: |            |            |              |             |                            |                            |            |
| * Gutensteinerstraße | 4,2        | 31,9       | 11           | 43          | 894                        | 1.695                      |            |
| Straßenbezirke 1879: ? Zwischen Sollenau und Theresienfeld abgehend und endet in Gutenstein; wurde 1869 eine es eine Landesstraße. Strecke heute: , . 1972 wurde der Anfang nach Wiener Neustadt verlegt und die alte Strecke bekam die Bezeichnung B 21a. |            |            |              |             |                            |                            |            |
| Aspanger Aerarialstraße | 2,5        | 19,0       | 7            | 61          | 1.837                      | 3.484                      |            |
| Straßenbezirke 1879: ? Zweigt von der von Wr. Neustadt nach Ungarn führenden Fürst Palffy oder Günserstraße ab und endet an der steiermärkischen Grenze im Bezirk Aspang |            |            |              |             |                            |                            |            |
| Ödenburgerstraße | 4,8        | 36,4       | 31           | 34          | 109                        | 207                        | 35,645     |
| Straßenbezirke 1879: Wien 1,708 km; Hietzing 4,757 km; Mödling 7,785 km; Schwechat 3,750 km; Ebreichsdorf 17,645 km Beginnt in Wien bei der Favoritenlinie und geht bis an die ungarische Grenze bei Wampersdorf Strecke heute: Südtiroler Platz, die heute bis knapp über die Stadtgrenze zur geht, dort aber weiter die L154 über Hennersdorf, Biedermannsdorf (wo sie mit der Hofstraße Schönbrunn-Laxenburg zusammen kam), Laxenburg, Münchendorf, ab dort die über Ebreichsdorf, Weigelsdorf nach Wampersdorf (welches heute zu Pottendorf gehört), gegenüber dem schon im Burgenland liegenden Wimpassing an der Leitha |            |            |              |             |                            |                            |            |
| Preßburgerstraße | 7,6        | 57,7       | 6            | 57          | 218                        | 413                        | 55,036     |
| Straßenbezirke 1879: Schwechat 20,424 km; Hainburg 34,612 km Beginnt in Wien bei der St. Marxerlinie und geht bis an die Ungarische Grenze bei Wolfsthal, mit einer 0,3 Meilen langen Stichstraße der über Kittsee nach Ofen [heute in Budapest] führenden Straße Strecke heute: Von etwa Rennweg 95a über den Rennweg und die Simmeringer Hauptstraße, wo beim Zentralfriedhof die einmündet, aus der dann in Niederösterreich die wird, ab der Unterführung der die Pressburger Straße in Schwechat, bis die vom Knoten Schwechat einmündet, welche beim Flughafen etwas versetzt zur Reichsstraße ist (es gibt aber in Fischamend eine Stichstraße Richtung Flughafen, die Reichsstraße heißt) weiter nach Wolfsthal beim Grenzübergang. Die Stichstraße ist heute die bis etwa zur niederösterreichisch-burgenländischen Grenze. |            |            |              |             |                            |                            |            |
| * Brucker Reichsstraße | 3,5        | 26,6       | 4            | 24          | 21                         | 40                         | 26,718     |
| Straßenbezirke 1879: Schwechat 14,397 km; Bruck 12,321 km In Schwechat abgehend nach Bruck an der Leitha Strecke heute: |            |            |              |             |                            |                            |            |
| Kitseer Reichsstraße | -          | -          | -            | -           | -                          | -                          | 2,842      |
| Straßenbezirke 1879: Hainburg 2,842 km |            |            |              |             |                            |                            |            |
| Kagraner Reichsstraße | -          | -          | -            | -           | -                          | -                          | 3,150      |
| Straßenbezirke 1879: Wien 1,340 km; Groß-Enzersdorf 1,810 km |            |            |              |             |                            |                            |            |

## Oberösterreich
In Oberösterreich gab es unter anderem folgende Reichsstraßen:
- Braunauer Reichsstraße (heute Innviertler Straße bzw. Bundesstraße 137)
- Krumauer Reichsstraße (heute Rohrbacher Straße bzw. Bundesstraße 127)
- Prager Reichsstraße (heute Prager Straße bzw. Bundesstraße 125)
- Salzburger Reichsstraße (heute Wiener Straße bzw. Bundesstraße 1)
- Schärdinger Reichsstraße (heute Innviertler Straße bzw. Bundesstraße 137)
- Spitaler Reichsstraße (heute Pyhrnpass Straße bzw. Bundesstraße 138)
- Wiener Reichsstraße (heute Wiener Straße bzw. Bundesstraße 1)

## Salzburg
In Salzburg gab es unter anderem folgende Reichsstraßen:
- Kärntner Reichsstraße (heute Katschberg Straße bzw. Bundesstraße 99)

## Steiermark
In der Steiermark gab es unter anderem folgende Reichsstraßen:
- Triester Reichsstraße (heute Leobener Straße (B116) und Friesacher Straße (B317))
- Ungarstraße (heute Gleisdorfer Straße bzw. Bundesstraße 65)

## Tirol
In Tirol (damals inklusive Südtirol und Trentino) gab es unter anderem folgende Reichsstraßen:
- Italiener Reichsstraße
- Judikarien Reichsstraße
- Valsugana Reichsstraße

## Vorarlberg
In Vorarlberg gab es unter anderem folgende Reichsstraßen:
- Arlbergstraße (heute Vorarlberger Straße bzw. Bundesstraße 197)
- Liechtensteiner Straße (heute Bundesstraße 191)

## Böhmen
In Böhmen (heute Tschechien) gab es unter anderem folgende Reichsstraßen:
- Beraun-Haselbacher Reichsstraße von Prag über Pilsen bis zur bayerischen Grenze (durch D 5 ersetzt, heute als II/605 bezeichnet)
- Budweiser Reichsstraße von Prag nach Budweis (durch D 3 ersetzt, heute als II/603 bezeichnet)
- Chrudimer Reichsstraße
- Dobrisch-Winterberger Reichsstraße von Prag über Winterberg bis zur bayerischen Grenze (I/4)
- Joachimsthaler Reichsstraße von Karlsbad über Joachimsthal bis zur sächsischen Grenze (heute I/25)
- Jungbunzlau-Trautenauer Reichsstraße (heute I/16)
- Teplitz-Eisensteiner Reichsstraße (heute I/27)
- Karlsbader Reichsstraße von Prag bis Karlsbad (heute I/6)
- Komotauer Reichsstraße
- Reichenberger Reichsstraße

## Mähren
In Mähren (heute Tschechien) gab es unter anderem folgende Reichsstraßen:
- Trübauer Reichsstraße
- Olmützer Reichsstraße

## Österreichisch-Schlesien
In Österreichisch-Schlesien (heute Tschechien) gab es unter anderem folgende Reichsstraßen:
- Ostrau-Teschener Reichsstraße (heute I/11)
- Teschen-Jablunkauer Reichsstraße (heute I/11) (1794–1802 erbaut)
- Teschener Reichsstraße (1782–1785 erbaut als Teil der Hauptstraße von Wien nach Lemberg – Kaiser-Chausse, Wiener Postroute, Wiener Haupt Comercial Strasse; über Olmütz in Mähren, Friedek, Teschen und Bielitz in Schlesien)
- Troppau-Freudenthaler Reichsstraße (heute I/11)
- Troppau-Olbersdorfer Reichsstraße (heute I/57)
- Zuckmantel-Rothenberger Reichsstraße (heute I/44)

## Galizien
In Galizien (heute Polen bzw. Ukraine) gab es unter anderem folgende Reichsstraßen:
- Karpaten-Strasse, Tatraer Reichsstraße von Brünn nach Lemberg (über Sanok und Sambir) heute Droga krajowa 28 in Polen bzw. M 11 in der Ukraine
- Krakauer Reichsstraße (heute Droga krajowa 4 in Polen bzw. M 10 in der Ukraine)
- Podolier Reichsstraße (heute N 02 in der Ukraine)
- Kaiser-Chausse, Wiener Postroute, Wiener Haupt Comercial Strasse (polnisch Trakt środkowogalicyjski), von Biala nach Lemberg (über Kęty, Andrychów, Wadowice, Myślenice, Gdów, Bochnia, Brzesko, Tarnów, Ropczyce, Rzeszów, Przeworsk, Jarosław, Przemyśl, Horodok (Gródek); heute Droga krajowa 52 und Droga krajowa 94 in Polen und M 11 in der Ukraine)

## Krain
In Krain (heute Slowenien) gab es unter anderem folgende Reichsstraßen:
- Agramer Reichsstraße von Laibach in Richtung Agram / Zagreb
- Karlstädter Reichsstraße von Rudolfswerth in Richtung Karlstadt / Karlovac
- Loibler Reichsstraße von Krainburg in Richtung Loiblpass
- Wiener Reichsstraße von Ljubljana / Laibach in Richtung Wien
- Wurzner Reichsstraße von Krainburg in Richtung Wurzenpass / Korensko sedlo